# サンタポリナーレ・イン・クラッセ聖堂
サンタポリナーレ・イン・クラッセ聖堂（伊: Basilica di Sant'Apollinare in Classe）は、イタリアのラヴェンナ近郊にあるビザンティン建築の教会堂。ビザンティン総督府として隆盛を誇った最盛期のラヴェンナを物語る遺構で、アプスにあるモザイク画が有名。東ゴート王国の女王アマラスンタの命により、6世紀中期に建設された、現存する非常にすばらしい初期キリスト教建築のバシリカのひとつである。
聖堂のあるクラッシス（現クラッセ）は、かつてラヴェンナ北部約5kmに設けられた港町であったが、現在は堆積物によって海岸が後退し、内陸部の小さな寒村となっている。

## 歴史

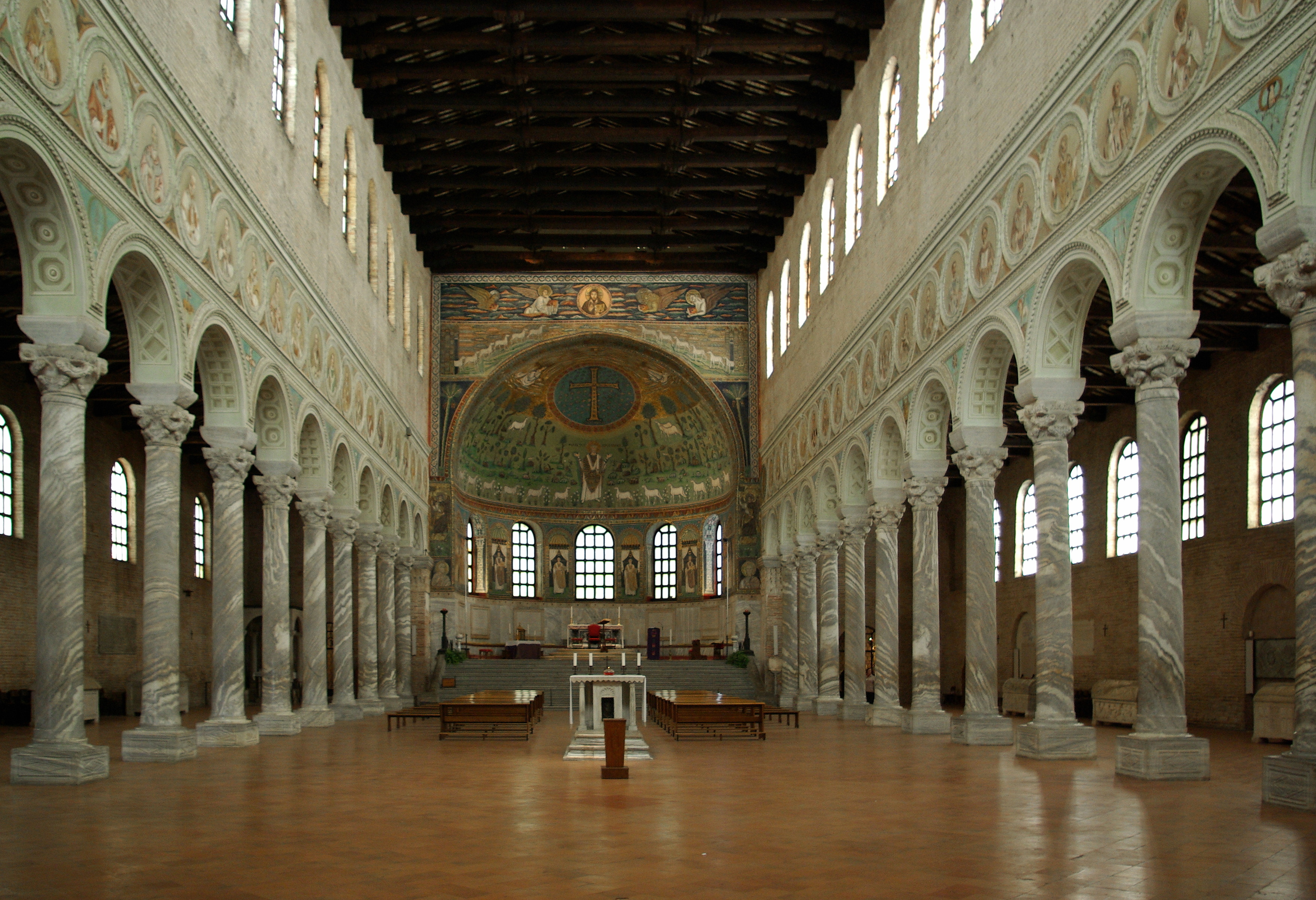
身廊部

サンタポリナーレ・イン・クラッセ聖堂は、ラヴェンナ司教ウルシキヌスにより、当時ラヴェンナの外港であったクラッシスに聖アポリナリスの記念教会堂として建設された。他のラヴェンナに残るビザンティン建築と同じく、この教会堂の建設経緯について知られていることは少ないが、建設資金の一部は、サン・ヴィターレ聖堂と同じく東方の銀行家ユリアヌスによって提供されたことが確認されている。完成は549年で、司教マクシミアヌスによって献堂された。
この教会堂が捧げられた聖アポリナリスはラヴェンナの初代司教とされるが、5世紀頃まではあまり有名な聖人とは言えず、聖ペテロの弟子とする伝承は後年に形成されたものである。発掘調査では聖堂の平面内には聖人にまつわる墓所などは発見されなかったので、聖堂自体は聖アポリナリスの墓があったと伝えられる墓地に隣接して建設されたものと考えられる。595年以降、765年に至るまで、歴代のラヴェンナ司教はこの聖堂に埋葬された。
11世紀になって、北東部に高さ38mの円筒形鐘楼が建設された。また、18世紀に身廊壁面のメダイヨンにフレスコ画の肖像が画かれている。アプスの左右にある小室も創建後の増築である。

## 構造
サンタポリナーレ・イン・クラッセ聖堂は、身廊とそれを囲む側廊から成る標準的な3廊式バシリカ教会堂として建設された。身廊と側廊は12本の列柱によって仕切られており、その上の半円アーチが載る。聖堂全体の幅は約30m、奥行きは約55mである。

正面には今日、ポーティコ付きナルテクス（内陣前の廊下状の前室）が設けられているが、これは近年復元されたものである。創建当時はその外側にアトリウムがあった。

## 装飾

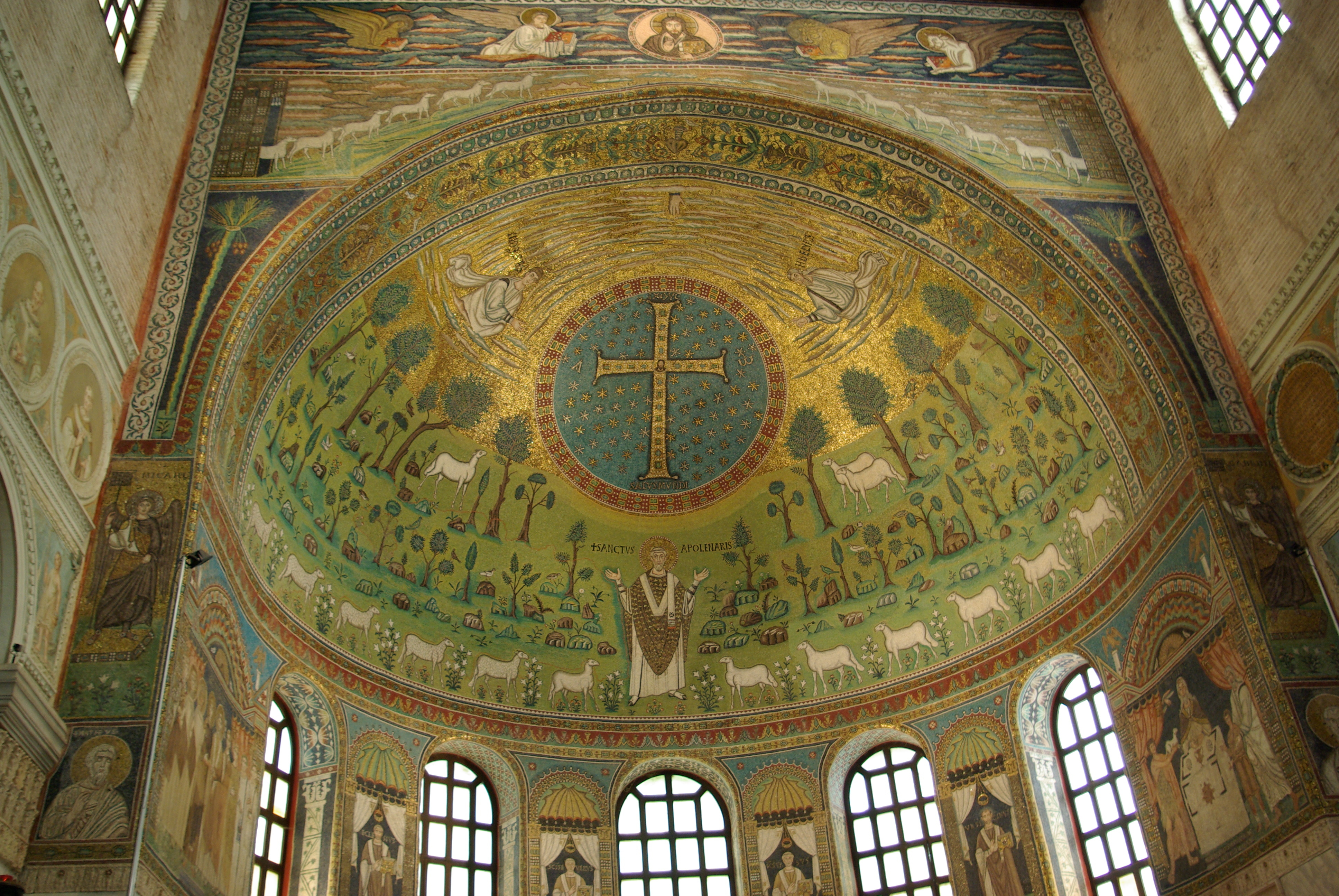
アプス部分のモザイク画

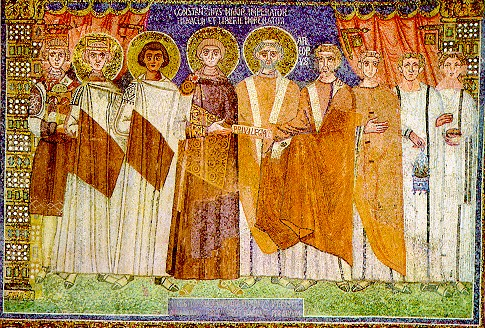
東ローマ皇帝コンスタンティノス4世のモザイク画。サン・ヴィターレ聖堂のユスティニアヌス1世のモザイク画と似た構図である。

円柱上部の風にそよぐアカンサスの柱頭は東ゴート王国のテオドリック王のモノグラムが刻まれたもので、プロコネソス産大理石が用いられた。
現存するモザイクは、アプスと勝利の門とよばれる壁面部分に限られている。半ドームの部分には預言者モーゼと預言者エリヤに囲まれ、青い円形内に浮かぶ巨大な黄金の十字架があり、これを3匹の白い羊が画かれている。この羊はペテロ、ヨハネ、ヤコブを表現している。十字架の下には十字架に両手を挙げる聖アポリナリスの像が画かれ、それを12匹の羊が囲んでいる。その下には窓に挟まれてエクレシウス、ウルシキヌス、ウルスス、セウェルスといった歴代ラヴェンナ司教が画かれている。建設直後に装飾されたモザイクのオリジナル部分はこの範囲である。
窓部分の右端のアベル、メルキゼデク、アブラハムが神に犠牲を捧げる部分と、同じく窓左端にある司教レパラトゥスと皇帝コンスタンティノス4世の図像は、7世紀にレパラトゥスによって挿入されたものである。
アプス入口のアーチ壁面に画かれたモザイクは、6世紀に作成された棕櫚の木を除いて、さらに時代が下がる。最上段のキリストと四人の福音記者は9世紀に作成されているが、その下段にある右側エルサレムから進み出る6匹の羊と左側ベツレヘムから進む6匹の羊のモザイクは12世紀末の作品と思われる。棕櫚の木の下に画かれている左側の大天使ミカエルと右側の大天使ガブリエルも同様に12世紀の作品である。